# Mycena rosea
Mycena rosea là một loài nấm trong họ Mycenaceae. Ban đâu có tên là Agaricus roseus vào năm 1803 bởi nhà thực vật học người Đan Mạch Christian Heinrich Friedrich, loài này được đặt tên hiện tại của vào năm 1912 bởi Gramberg.
Tai nấm ban đầu có hình dạng lồi trước khi chuyển sang dẹp phẳng; đường kính của nó có thể lên tới 6 cm.
Mycena sororius là một loài liên quan chặt chẽ có thể được phân biệt một cách với M. rosea bởi sự điện di của isozyme, cũng như có các bào tử lớn hơn - từ 4,8-5,5 μm, so với 6,5-9 và 4,5-5 μm của M. rosea.